# عدنان حاجيزاد
عدنان حكمت أوغلو حاجيزادا (بالأذرية: Adnan Hacızadə)‏ مدون أذربيجاني وأحد مؤسسي حركة (!OL) حركة الشباب الاذربيجانية. عمل كمسؤول اتصالات داخلي في بي بي (شركة النفط البريطانية) 

## النشأة والتعليم
ولد في مدينةباكو تخرج من أكاديمية باكو الأوربية (Baku European Lyceum)، شارك في برنامج تبادل قادة المستقبل (Future Leaders  "FLEX"Exchange ) درس لفترة في جامعة قفقاس في باكو. حاصل على درجة البكالوريوس في العلوم السياسية من جامعة ريتشموند وشهادة في القانون من جامعة الخزر. كما حصل على درجة الماجستير في الإدارة العامة من جامعة كولومبيا.     

## الإعتقال والمحاكمة
تعرض حاجيزادا مع المدون الأذربيجاني إمين ميلي يوم 8 يوليو / تموز 2009 لاعتداء والضرب المبرح من قبل رجلين في مطعم في وسط مدينة باكو. ذهب ميلي وهاجيزادا لتقديم شكوى حول الاعتداء، ولكن بدلا من ذلك احتجزتهم الشرطة وفتحوا قضية جنائية ضد كليهما بتهمة الهمجية والتخريب.   
حكم القاضي رؤوف أحمدوف من محكمة مقاطعة سابيل في 10 يوليو / تموز 2009 بحسب كليهما احتياطيا لمدة شهرين. أضطر المفوض الاتحادي الألماني لحقوق الإنسان جونتر نوك، الذي كان متواجدا في مدينة باكو أثناء المحاكمة، الانتظار أمام المحكمة لرؤية إمين ميلي لمدة بضع دقائق لأنه هو الشخص الوحيد المخول برؤيته. قامت المحكمة العليا برفض استئنافهما.     
أدانت منظمة مراسلون بلا حدود ومنظمة الأمن والتعاون في أوروبا والاتحاد الأوروبي، وعدد من الدول الأجنبية بشدة اعتقال ميلي وحاجزاده، كما أثارت القضية احتجاجات من 18 مسئول من جامعة ريتشموند، وهي الجامعة التي درس بها عدنان، وأيضًا من شركة بي بي التي كان يعمل بها
بعد انتهاء التحقيق في قضية ميلي وحاجيزادا في 22 أغسطس / آب، وتم توجيه تهمة إضافية ضدهما وفي 4 سبتمبر/ أيلول  وهي (إلحاق وعن عمد الضرر البدني). ترأس القاضي أراز حسينوف الجلسة التحضيرية حيث قدمت مجموعة متنوعة من الاقتراحات الدفاعية، تدعو بإسقاط التهم وأخري لسماح بالتغطية الإعلامية للإجراءات، وتم تقديم طلب بإطلاق سراح المتهمين، ولكن تم الرفض من قبل المحكمة. تم تحديد الجلسة الأولى في القضية في 16 سبتمبر / أيلول.
بالرغم من الضغوط الداخلية والدولية إلا أن المحكمة حكمت على عدنان بالسجن لمدة عامين في 11 نوفمبر / تشرين الثاني، كما حكمت على إمين ميلي بالسجن لمدة عامين ونصف. أدانت العديد من الجمعيات الحقوقية والولايات المتحدة هذا الحكم.
دعا الرئيس الأمريكي باراك أوباما من خلال اجتماع له مع الرئيس الأذربيجاني إلهام علييف في سبتمبر / أيلول 2010 بإطلاق سراح المدونين المحتجزين، وبالفعل أمرت المحكمة العاليا قي أذريبجان بعد شهر بإطلاق سراحهم.

## وصلات خارجية
- Adnan Hajizada's bio - azeri version - www.adam.az
- Adnan Hajizada's bio
- Emin Milli and Adnan Hajizada at police station
- Blog for video petitions asking Emin and Adnan's release
- The Collegian - University of Richmond's full coverage of the case
- Protest Rally Was Held in Washington, DC in Support of Adnan Hajizada and Emin Milli
- Adnan Hajizada's Q&A on Reddit